# Каналес, Рикардо
Рика́рдо Габриэ́ль Кана́лес Ла́нса (исп. Ricardo Gabriel Canales Lanza; 30 мая 1982, Ла-Сейба, Гондурас) — гондурасский футболист, вратарь сборной Гондураса. Вратарь имеет быструю реакцию и хорошую ловкость, но обладает определённой нерешительностью при выходах из ворот.

## Биография
Каналес дебютировал в чемпионате Гондураса по футболу 16 мая 2001 года за клуб «Виктория» (Ла-Сейба) в матче против «Реал Эспанья». В 2006 году перешёл в другой гондурасский клуб — «Мотагуа», где провёл четыре сезона.
11 мая после объявления состава сборной Гондураса на чемпионат мира представители «Мотагуа» сообщили Канальесу, что клуб больше не нуждается в его услугах. С 2014 года выступает за «Виду» из Ла-Сейбы.
В сборную Гондураса Каналес призывается с 2007 года. Главный тренер сборной Гондураса Рейнальдо Руэда включил Каналеса в состав команды на чемпионат мира по футболу 2010 в качестве третьего вратаря.

## Достижения
- Чемпионат Гондураса по футболу (1): Апертура 2006—07
- Клубный кубок UNCAF (1): 2007